# Льерваль
Льерва́ль (фр. Lierval) — коммуна во Франции, находится в регионе Пикардия. Департамент коммуны — Эна. Входит в состав кантона Лан-2. Округ коммуны — Лан.
Код INSEE коммуны — 02429.

## Население
Население коммуны на 2010 год составляло 115 человек.
| 1962 | 1968 | 1975 | 1982 | 1990 | 1999 | 2010 |
| ---- | ---- | ---- | ---- | ---- | ---- | ---- |
| 93   | 85   | 75   | 94   | 107  | 132  | 115  |

## Экономика
В 2010 году среди 80 человек трудоспособного возраста (15—64 лет) 62 были экономически активными, 18 — неактивными (показатель активности — 77,5 %, в 1999 году было 70,7 %). Из 62 активных жителей работали 60 человек (33 мужчины и 27 женщин), безработных было 2 (2 мужчин и 0 женщин). Среди 18 неактивных 5 человек были учениками или студентами, 8 — пенсионерами, 5 были неактивными по другим причинам.